# Gran Premio del Giappone 2023
Il Gran Premio del Giappone 2023 è stata la sedicesima prova della stagione 2023 del campionato mondiale di Formula 1. La gara si è corsa domenica 24 settembre sul circuito di Suzuka ed è stata vinta dall'olandese Max Verstappen su Red Bull Racing-Honda RBPT, al quarantottesimo successo in carriera; Verstappen ha preceduto all'arrivo i due piloti della McLaren-Mercedes, il britannico Lando Norris e l'australiano Oscar Piastri.
Per Max Verstappen è il nono hat trick (pole position, giro veloce e vittoria), dopo il Gran Premio di Gran Bretagna, in carriera in Formula 1. Grazie ai risultati ottenuti, la scuderia austriaca Red Bull Racing conquista per la sesta volta nella propria storia il mondiale costruttori, il secondo consecutivo. Il team di Milton Keynes diventa il primo costruttore nella storia della Formula 1 a vincere il titolo con sei gare d'anticipo, battendo il primato precedente detenuto in coabitazione dalla McLaren, nel 1988, e dalla Ferrari, nel 2004, con cinque gare d'anticipo.

## Vigilia

### Analisi per il campionato costruttori
La scuderia austriaca Red Bull Racing può laurearsi campione del mondo costruttori per la sesta volta nella propria storia e la seconda consecutiva in questo appuntamento. La scuderia di Milton Keynes ha un vantaggio di 308 punti in classifica sulla seconda classificata, la Mercedes. Il titolo arriverebbe in caso il team austriaco realizzasse almeno un punto in più della Mercedes e al massimo 24 punti in meno rispetto alla Ferrari, terza classificata. La Red Bull Racing può vincere il titolo in quanto il vantaggio del costruttore sarebbe pari al numero di punti ancora ottenibili in stagione, 309, ma la Mercedes non sarebbe in grado di vincere in caso di arrivo a pari merito per via delle più vittorie in stagione della Red Bull Racing nei confronti del costruttore tedesco. Nessun team nella storia della Formula 1 ha mai vinto il campionato con sei gare d’anticipo. Il primato attuale è detenuto in coabitazione dalla McLaren, nel 1988, e dalla Ferrari, nel 2004, con cinque gare d'anticipo. Nei cicli più recenti il record è della Mercedes che ha vinto il titolo con quattro gare d’anticipo, nel 2015, 2016, 2019 e 2020.

### Aspetti tecnici
Per questo Gran Premio la Pirelli, fornitore unico degli pneumatici, offre, alla luce delle caratteristiche tecniche del circuito, la scelta tra gomme di mescola C1, C2 e C3, la tipologia di pneumatici che caratterizza la gamma centrale del genere di coperture messe a disposizione dall'azienda italiana. Fin dall'edizione 2019 del Gran Premio, l'azienda ha sempre stabilito la stessa tipologia di pneumatici per quest'appuntamento. Essa viene stabilita per la quinta volta in stagione, la prima dal Gran Premio d'Olanda. Prima del precedente Gran Premio di Singapore, la Pirelli nomina allo stesso tempo la tipologia di pneumatici disponibili per il successivo Gran Premio del Qatar. Nella prima sessione di prove libere del venerdì, alle squadre viene data la possibilità di testare una nuova versione della mescola C2.
La Federazione stabilisce la tradizionale zona in cui i piloti possono attivare il Drag Reduction System, ovvero quella posta lungo il rettilineo principale dei box. Il detection point, ovvero il punto per la determinazione del distacco tra i piloti, necessario per consentire l'uso del dispositivo, è posizionato dopo la curva 15. Nell'edizione precedente del Gran Premio il detection point fu spostato da prima della curva 16 a dopo la curva 15. Fin dall'introduzione del dispositivo mobile in Formula 1, durante la stagione 2011, il circuito di Suzuka è uno dei cinque tracciati a essere stato utilizzato almeno una volta nel calendario del campionato mondiale di Formula 1, insieme a quello di Monte Carlo sede del Gran Premio di Monaco, quello del Mugello sede dell'unica edizione del Gran Premio della Toscana corsa nel 2020, quello di Imola sede del Gran Premio dell'Emilia-Romagna e quello di Lusail sede del Gran Premio del Qatar, a essere caratterizzato da una sola zona per l'utilizzo del dispositivo mobile, stabilita, in tutti e cinque i tracciati, sempre sul rettilineo di partenza.
Alla vigilia dell'edizione del 2018 alcuni piloti spinsero per l'introduzione di una seconda zona DRS stabilita nel terzo settore della pista, tra la curva 14 e la curva 16, che avrebbe incluso la curva 15, nota come 130R, affrontata ad ampie velocità. Per questioni legate alla sicurezza, la Federazione rigettò l'idea. L'organo mondiale dell'automobilismo ha anche analizzato le zone del DRS durante il 2022, introducendo cambiamenti per il 2023 al fine di facilitare i sorpassi o renderli più difficili in alcuni circuiti in cui si riteneva che la zona in cui utilizzare il dispositivo mobile fosse troppo facile o difficile al fine di effettuare un sorpasso. Il circuito di Suzuka non rientra tra i tracciati oggetto di queste modifiche.
Rispetto all'edizione del 2022, il circuito è oggetto di alcune modifiche. Un nuovo canale di drenaggio è stato installato sul lato sinistro alla curva 1 e sul lato destro alla curva 7. La pista è stata riasfaltata dall'entrata della curva 3 fino all'uscita della curva 4, e dall'entrata all'uscita della curva 7. Il circuito presenta adesso ventidue pannelli luminosi, contro i precedenti venti. Due nuovi vengono installati sulla destra alla curva 11 e alla curva 14. Il pannello luminoso numero 20, in precedenza numero 18, posto in passato sulla destra tra la curva 15 e la curva 16, è stato spostato più indietro.
Nella notte del giovedì, la McLaren utilizza uno dei sei coprifuochi concessi durante la stagione per effettuare le operazioni sulle proprie vetture. La scuderia britannica non riceve sanzioni. Prima dell'inizio della prima sessione di prove libere del venerdì, sulla vettura di Lewis Hamilton viene installata la terza scatola del cambio e la terza trasmissione, e sulla vettura di Lance Stroll la quarta scatola del cambio e la quarta trasmissione. Entrambi i piloti non sono penalizzati sulla griglia di partenza in quanto i nuovi componenti installati rientrano tra quelli utilizzabili nel numero massimo stabilito dal regolamento tecnico. Sulla vettura di Max Verstappen, Sergio Pérez, Hamilton, Oscar Piastri, Stroll, Fernando Alonso e Logan Sargeant viene installata la quarta unità relativa al motore a combustione interna, al turbocompressore, all'MGU-H e all'MGU-K. Sulla vettura di Verstappen, Pérez e Alexander Albon viene anche installata la quinta unità relativa all'impianto di scarico. Tutti i piloti non sono penalizzati sulla griglia di partenza in quanto i nuovi componenti installati rientrano tra quelli utilizzabili nel numero massimo stabilito dal regolamento tecnico. Prima delle qualifiche, la direzione gara comunica che non vengono resi disponibili un set aggiuntivo di pneumatici intermedi, alla luce delle previsioni meteo.

### Aspetti sportivi
Il Gran Premio rappresenta il sedicesimo appuntamento stagionale a distanza di una settimana dalla disputa del Gran Premio di Singapore, quindicesima gara del campionato. Per la quinta volta in stagione, il mondiale prevede la disputa di una prova a distanza di una settimana dall'altra. Il mondiale resta in Asia per la disputa della quarta prova complessiva del campionato prevista in questo continente. Il Gran Premio del Giappone è il quarto evento dopo la pausa estiva obbligatoria per squadre e piloti, nonché la quinta gara della seconda parte di stagione, oltre a essere il terzo e ultimo appuntamento calanderizzato nel mese di settembre. La gara si svolge in questo mese per la prima volta da quella del 2015. Il mondiale disputa una gara sulla tipologia di tracciato permanente per la prima volta dal Gran Premio d'Italia. Il contratto per l'inserimento della gara nel calendario mondiale, sempre sul circuito di Suzuka, è stato rinnovato nel mese di aprile 2021 fino alla stagione 2024. Il Gran Premio è sponsorizzato, per la prima volta, dalla multinazionale cinese Lenovo. A questa edizione assistono 222 000 spettatori nel corso del weekend di gara, il dato più alto fin dall'edizione del 2006, caratterizzata da una presenza record di 361 000 spettatori.
Presente nel calendario del campionato mondiale di Formula 1 fin dalla stagione 1976 e valido quale prova della categoria dallo stesso anno, il Gran Premio del Giappone vede la disputa della sua quarantottesima edizione, la quarantanovesima valida per il mondiale. Fino alla stagione 1994, anno dell'introduzione del Gran Premio del Pacifico nel calendario del campionato mondiale, la gara giapponese fu l'unica a ospitare un Gran Premio di Formula 1 nel continente asiatico. Il circuito di Suzuka, sede della gara a partire dall'edizione del 1987, è il tracciato ad aver ospitato il maggior numero di edizioni della corsa, su tre principali configurazioni. La prima utilizzata dall'edizione inaugurale del 1987 fino all'edizione del 2002, la seconda in uso dalla disputa dell'edizione 2003 fino a quella del 2008, con modifiche alla curva 15, nota come 130R, e alla chicane delle curve 16 e 17, e la terza utilizzata dall'edizione del 2009, quando il circuito tornò a far parte del calendario del campionato mondiale per la prima volta dal 2006. Esso è, tra tutti i circuiti utilizzati, l'unico caratterizzato da un layout con una configurazione a otto, comprendente di un sottopassaggio e conseguente cavalcavia. L'unica diversa località sede della gara è stato il circuito del Fuji, nelle vicinanze di Yokohama, protagonista di quattro edizioni del Gran Premio, nel 1976 e nel 1977 e nel 2007 e nel 2008. Quest'ultime due edizioni furono corse su una diversa configurazione della pista, dopo una profonda rinnovazione dell'impianto. Nella stagione 2009 i due circuiti di proprietà di due case automobilistiche nipponiche rivali tra loro, Toyota e Honda, annunciarono che avrebbero organizzato la gara ad anni alterni. Sempre nello stesso anno la Toyota rinunciò a ospitare la Formula 1 sul circuito del Fuji, aprendo le porte al circuito di Suzuka come sede della gara fin da quella stagione.
Il Gran Premio del Giappone non è stato disputato tra il 1978 e il 1986, prima di ritornare l'anno successivo sulla nuova sede ridisegnata della pista di Suzuka, e nel 2020 e 2021 a causa delle problematiche dettate dalla pandemia di COVID-19. La gara venne inserita nel calendario per il 1978, spostata però al 16 aprile, prima di essere definitivamente cancellata. Il Gran Premio, programmato per il 7 aprile della stagione 1985, fu annullato poiché la ricostruzione di alcune sezioni della pista di Suzuka richiedevano troppo tempo. Nel 2020 la gara vide il suo annullamento in quanto la Federazione fu costretta ad annullare diverse tappe per via dell'emergenza sanitaria, senza essere sostituita, non venendo compresa nel calendario della stagione per la prima volta dalla stagione 1986. L'anno successivo il Gran Premio fu annullato per la seconda stagione consecutiva, sempre per via della pandemia, rientrando tra i pochi Gran Premi a essere annullati per due stagioni consecutive, anche in questo caso senza essere rimpiazzato da un altro Gran Premio, a differenza di numerosi altri. Nell'edizione del 1987, la prima corsa sul circuito di Suzuka, la sessione di prove libere fu disputata, eccezionalmente, nella giornata del giovedì. Nelle edizioni del 2004 e 2009, a causa di un tifone, tutte le sessioni nella giornata del sabato furono cancellate. Le qualifiche si disputarono alla domenica mattina. Nelle edizioni del 2010 e 2019, l'ultima disputata, a causa di forte pioggia, le qualifiche furono spostate alla domenica mattina. L'edizione precedente ha rappresentato il Gran Premio corso con la media oraria più bassa di sempre nella storia della Formula 1, con 53,582 km/h. Il Giappone ha ospitato due edizioni del soppresso Gran Premio del Pacifico, nel 1994 e nel 1995, sul circuito internazionale di Okayama. In queste due stagioni il Paese ospitò due gare sul proprio territorio, per la prima volta, oltre a quello omonimo.
Vista la collocazione del Gran Premio nella parte conclusiva del campionato, esso è stato oggetto in passato di diverse assegnazioni sia del titolo piloti, per tredici volte, che di quello costruttori, per otto volte. Il britannico James Hunt vinse il titolo piloti, sul circuito del Fuji, nell'edizione del 1976, seguito dal brasiliano Nelson Piquet, che trionfò in quella del 1987, dal connazionale Ayrton Senna, vincitore del mondiale piloti nelle edizioni 1988, 1990 e 1991, dal francese Alain Prost, nell'edizione del 1989, dal britannico Damon Hill, trionfante nella corsa del 1996, dal finlandese Mika Häkkinen, vincitore del titolo piloti nelle edizioni del 1998 e del 1999, dal tedesco Michael Schumacher, cui ottenne il mondiale nelle edizioni del 2000 e del 2003, dal connazionale Sebastian Vettel, campione del mondo nell'edizione del 2011, e dall'attuale detentore Verstappen nell'edizione precedente. Tutte le vittorie sono state appannaggio di quando il Gran Premio del Giappone fu l'ultima o la penultima gara della stagione, con l'eccezione dei trionfi di Vettel, arrivato quando la gara giapponese fu la quindicesima prova di diciannove della stagione, e di Verstappen, quando la corsa fu la diciottesima su ventidue totali. La McLaren vinse il titolo costruttori per due volte, nel 1990 e nel 1998, seguita dalla Benetton nel 1995, dalla Williams nel 1997, e dalla Ferrari e dalla Mercedes, anch'esse per due volte; nel 1999 e 2003 per la scuderia di Maranello, e nel 2016 e 2019 per la scuderia tedesca.
Il pilota britannico della Mercedes, Lewis Hamilton, in caso di successo, eguagliarebbe il tedesco Michael Schumacher per il maggior numero di vittorie in questo Gran Premio, con sei affermazioni. Schumacher vinse l'edizione del 1995 con la Benetton, seguita dai successi nel 1997, 2000, 2001, 2002 e 2004 con la Ferrari. Hamilton vinse l'edizione del 2007 con la McLaren, seguita dai trionfi nel 2014, 2015, 2017 e 2018, tutti con la Mercedes. Schumacher, inoltre, ha ottenuto due ulteriori vittorie in Giappone, vincendo entrambe le edizioni del soppresso Gran Premio del Pacifico, nel 1994 e nel 1995, con la Benetton. Hamilton, insieme al pilota spagnolo dell'Aston Martin, Fernando Alonso, sono gli unici piloti in griglia ad aver vinto il Gran Premio del Giappone su due differenti sedi. La vittoria di Hamilton nel 2007 arrivò al circuito del Fuji. Alonso vinse la gara giapponese a Suzuka nell'edizione del 2006, e vinse al Fuji in quella del 2008, entrambi i successi con la scuderia allora denominata Renault.
Durante la seconda sessione di prove libere del Gran Premio d'Olanda, il pilota australiano dell'AlphaTauri, Daniel Ricciardo, si frattura il polso a causa di un incidente. Egli viene sostituito dal pilota di riserva della Red Bull Racing e della stessa AlphaTauri, il neozelandese Liam Lawson, al debutto nella categoria. Dopo quanto accaduto nel Gran Premio d'Italia e nel precedente Gran Premio di Singapore, Lawson sostituisce Ricciardo anche in questo appuntamento e la scuderia di Faenza rende noto prima della gara italiana che egli sostituisce l'australiano anche nei successivi Gran Premi finché quest'ultimo non recupera dal suo infortunio. Lawson ha già gareggiato sul circuito di Suzuka durante la stessa annata, in Super Formula, categoria a quale prende parte, con il miglior risultato il quarto posto, prima degli ultimi due round del campionato previsti sulla stessa pista. Il pilota australiano della McLaren, Oscar Piastri e quello statunitense della Williams, Logan Sargeant, debuttanti in questo campionato, corrono invece per la prima volta sul circuito giapponese.
La scuderia britannica Williams gareggia con una speciale livrea, forte della sponsorizzazione di Gulf, scelta dai tifosi del team di Grove tramite un sondaggio sul proprio sito ufficiale della scuderia che ha previsto la scelta tra quattro differenti livree. La speciale livrea, utilizzata già nel precedente Gran Premio di Singapore, sarà utilizzata anche nel successivo Gran Premio del Qatar. Anche il costruttore britannico McLaren, così come già avvenuto nella precedente gara a Singapore, corre con una speciale livrea che ricalca il design stealth mode, aumentando il nero rispetto al classico rivestimento papaya. La scuderia di Woking annuncia il prolungamento del contratto, fino alla stagione 2026, del pilota australiano Oscar Piastri. Il pilota giapponese Ryō Hirakawa, vincitore di alcune categorie tra le quali la più importante, la 24 Ore di Le Mans 2022, viene annunciato come quello di riserva per il team, nel 2024. L'AlphaTauri conferma il pilota locale Yuki Tsunoda e l'australiano Daniel Ricciardo, subentrato nel corso della stagione al posto dell'olandese Nyck de Vries a partire dal Gran Premio d'Ungheria, anche per il prossimo campionato. Il neozelandese Liam Lawson, sostituto di Ricciardo fin dal Gran Premio d'Olanda quando quest'ultimo si è fratturato il polso a causa di un incidente, è confermato pilota di riserva.
L'ex pilota di Formula 1 Enrique Bernoldi è nominato commissario aggiunto. Il brasiliano ha svolto in passato, in diverse occasioni, tale funzione, l'ultima nel precedente Gran Premio d'Austria. Inizialmente era stato nominato lo statunitense Danny Sullivan, il quale aveva svolto per l'ultima volta tale funzione nel Gran Premio di Monaco. È la casa automobilistica inglese Aston Martin, come nella gara precedente, a fornire la safety car e la medical car.

## Prove

### Resoconto
Max Verstappen domina la prima sessione di prove libere, distaccando di oltre sei decimi il secondo, Sainz Jr.. Il campione del mondo aveva già marcato la sua superiorità nella parte delle prove dedicata all'utilizzo delle coperture portate dalla Pirelli, in vista della stagione 2024. La Ferrari ha, comunque, mostrato una certa competitività nella simulazione di gara, anche se l'altro pilota della scuderia italiana, Charles Leclerc, è stato autore di un'uscita di pista, al termine della sessione, dopo aver colto il quarto tempo. Fra i due ferraristi si è inserito Norris, mentre è salito al quinto posto il pilota di casa, Yuki Tsunoda. Sono rimaste nelle retrovie le due Mercedes, che però non hanno girato con le gomme a mescola morbida.
Verstappen è stato capace di conquistare la migliore prestazione, anche nella seconda sessione del venerdì. In questo caso però il distacco dal secondo si è dimezzato a tre decimi. I due ferraristi si sono scambiati la posizione, con Leclerc che ha colto il secondo tempo, mentre Carlos Sainz Jr. ha il quarto rilievo cronometrico. Ha confermato la terza posizione Norris. La Red Bull Racing ha dimostrato la sua velocità anche nella simulazione di gara, ove ha utilizzato ancora una volta il compound sperimentale offerto dalla Pirelli. La Mercedes ha piazzato Russell in quinta posizione, ma dimostra una maggiore difficoltà sul passo di gara. La sessione è stata interrotta, due minuti prima della sua scadenza naturale, a causa di un'uscita di pista di Pierre Gasly, alla curva 9. Il pilota non ha riportato conseguenze, e la stessa vettura non è particolarmente danneggiata, in quanto l'impatto contro le barriere è stato a velocità ridotta.
Prima della terza sessione di prove libere del sabato, sulla vettura di Esteban Ocon viene installata la quarta unità relativa al motore a combustione interna e all'MGU-K, e la sesta unità relativa all'impianto di scarico. Il pilota francese dell'Alpine non è penalizzato sulla griglia di partenza in quanto i nuovi componenti installati rientrano tra quelli utilizzabili nel numero massimo stabilito dal regolamento tecnico. Sulla vettura di Zhou Guanyu viene installata la quarta scatola del cambio e la quarta trasmissione. Il pilota cinese dell'Alfa Romeo non è penalizzato sulla griglia di partenza in quanto i nuovi componenti installati rientrano tra quelli utilizzabili nel numero massimo stabilito dal regolamento tecnico.
Anche la terza sessione, caratterizzata da vento e temperature più elevate, ha visto Verstappen quale pilota più rapido; il pilota della Red Bull Raxing ha scelto un assetto in parte diverso rispetto a quello del venerdì: meno agile nel primo settore e più prestazionale in rettilineo. Alle spalle del campione del mondo si sono avvicinate le due McLaren, che hanno battuto Pérez, compagno di team di Verstappen. Sono risultato meno competitive le Ferrari, che hanno colto il quinto e sesto tempo. La scuderia italiana ha confermato i tempi del venerdì, a differenza degli avversari che sono stati capaci di progredire. Sono apparse in crescita le Mercedes, anche se Russell ha dovuto concludere anzitempo le prove per un problema tecnico al montaggio dello pneumatico posteriore destro.

### Risultati
Nella prima sessione del venerdì si è avuta questa situazione:
| Pos | Nº | Pilota           | Costruttore                | Tempo    | Gap    | Giri |
| --- | -- | ---------------- | -------------------------- | -------- | ------ | ---- |
| 1   | 1  | Max Verstappen   | Red Bull Racing-Honda RBPT | 1'31"647 |        | 25   |
| 2   | 55 | Carlos Sainz Jr. | Ferrari                    | 1'32"273 | +0"626 | 24   |
| 3   | 4  | Lando Norris     | McLaren-Mercedes           | 1'32"392 | +0"745 | 24   |

Nella seconda sessione del venerdì si è avuta questa situazione:
| Pos | Nº | Pilota          | Costruttore                | Tempo    | Gap    | Giri |
| --- | -- | --------------- | -------------------------- | -------- | ------ | ---- |
| 1   | 1  | Max Verstappen  | Red Bull Racing-Honda RBPT | 1'30"688 |        | 19   |
| 2   | 16 | Charles Leclerc | Ferrari                    | 1'31"008 | +0"320 | 23   |
| 3   | 4  | Lando Norris    | McLaren-Mercedes           | 1'31"152 | +0"464 | 22   |

Nella sessione del sabato mattina si è avuta questa situazione:
| Pos | Nº | Pilota         | Costruttore                | Tempo    | Gap    | Giri |
| --- | -- | -------------- | -------------------------- | -------- | ------ | ---- |
| 1   | 1  | Max Verstappen | Red Bull Racing-Honda RBPT | 1'30"267 |        | 12   |
| 2   | 4  | Lando Norris   | McLaren-Mercedes           | 1'30"507 | +0"240 | 16   |
| 3   | 81 | Oscar Piastri  | McLaren-Mercedes           | 1'32"392 | +0"555 | 15   |

## Qualifiche

### Resoconto
Lawson è il primo pilota a marcare un tempo di riferimento; il pilota neozelandese è presto battuto da Verstappen, con 1'29"878. Pérez, secondo, è staccato di otto decimi. L'unico che sembra avvicinare il tempo del campione del mondo è Lando Norris, che si ferma a tre decimi. Russell sale quarto, precedendo Alonso, che è sesto. La McLaren è veloce anche con Piastri, terzo, prima che la sessione sia interrotta per un incidente di Logan Sargeant. Il pilota della Williams è autore di un'uscita dal tracciato, dopo aver toccato l'erba a bordo pista, all'ultima curva. Alla ripresa della valenza agonistica della sessione, i primi piloti che affrontano il tracciato sono quelli della Ferrari, ancora senza tempi validi per lo schieramento. Leclerc, così come i piloti dell'Alfa Romeo, sono messi sotto inchiesta per non aver rispettato il tempo minimo tra le due linee di safety car. Il monegasco è comunque terzo, a mezzo secondo di distanza da Verstappen, mentre Sainz Jr. si pone tra Piastri e Pérez, in quinta posizione. Anche Liam Lawson rimonta, ed è settimo. Molti piloti si lanciano in pista, verso il termine della sessione: questo provoca un imbottigliamento nella corsia dei box. I pochi a non uscire sono Verstappen, Norris, Leclerc e Sainz Jr.. Bottas risale al decimo posto, Pierre Gasly al settimo e Kevin Magnussen al nono. Ocon è ottavo, mentre Russell strappa il settimo tempo. In seguito fa meglio Lawson, che è quarto, mentre Hamilton e Albon si assicurano un tempo sufficiente per il passaggio alla fase seguente. Vengono eliminati Bottas, Stroll, Hülkenberg, Zhou, che rischia l'uscita di pista alla Degner, e Sargeant.
In Q2 Verstappen chiude subito il primo giro in 1'29"964, leggermente più lento di quanto ottenuto in Q1. Alexander Albon, provvisoriamente secondo, è distanziato di oltre un secondo e mezzo. Il tempo del pilota della Williams è battuto da Charles Leclerc; Sainz Jr. è, a sua volta, staccato di sette decimi dal tempo del compagno di team. Alle spalle del duo della Ferrari salgono i due piloti della Mercedes, prima che Sergio Pérez strappi il secondo tempo, comunque a quasi quattro decimi dal tempo di Verstappen. Tsunoda sale terzo, mentre Lawson è ottavo, davanti le due Alpine. In seguito la seconda posizione viene disputata tra le due McLaren, con Piastri più veloce di Norris. Leclerc coglie la migliore prestazione della sessione, con 1'29"940, e Sainz Jr. conquista la terza piazza. Magnussen è nono, prima che Hamilton risalga terzo. Alonso entra nei primi dieci, così come Lawson. Poco dopo è il turno di Pérez a prendere il terzo tempo, mentre George Russell sale settimo, battuto però ancora da Tsunoda. Per soli 43 millesimi di vantaggio su Lawson, è Alonso a strappare la decima posizione; Gasly, dodicesimo, è a un solo millesimo da Lawson. Non passano in Q3 nemmeno Albon, Ocon e Magnussen. 
Anche nella fase decisiva il primo pilota a entrare in classifica è Max Verstappen. Il suo tempo, 1'29"012, è di oltre un secondo e mezzo migliore di quello di Pérez (1'30"423), anche se il messicano utilizza, nel suo primo tentativo, gomme usate. Piastri s'installa in seconda posizione, precedendo Norris. Le Ferrari, Russell e Fernando Alonso optano per un solo giro veloce. Russell chiude col quarto tempo, mentre Alonso è sesto, alle spalle di Pérez. Poco dopo Verstappen è capace di migliorare ancora il suo tempo, chiudendo in 1'28"877. Leclerc è quarto, subito davanti a Carlos Sainz Jr.. Le due McLaren non si migliorano, ma restano al secondo e terzo posto.
Max Verstappen conquista la ventinovesima pole position in carriera, la nona in stagione, la prima da quella ottenuta nel Gran Premio d'Olanda, bissando la partenza al palo dell'edizione precedente. Il campione del mondo eguaglia il numero delle partenza in prima posizione nella storia del mondiale di Juan Manuel Fangio, al nono posto generale. Per la Red Bull Racing è la novantaduesima partenza in prima posizione della storia e l'undicesima del campionato, la prima dal Gran Premio olandese proprio con Verstappen, nonché la settima pole position complessiva nel Gran Premio del Giappone, al secondo posto generale dietro alla Ferrari, confermandosi partente davanti a tutti per la seconda edizione consecutiva della gara. Piastri, secondo, è il quinto australiano nella storia della Formula 1 a qualificarsi in prima fila, il primo da Daniel Ricciardo nel Gran Premio d'Italia 2021 con lo stesso costruttore, nonché il primo debuttante a partire nei primi due posti da Stroll nel Gran Premio d'Italia 2017 con la Williams, su un tracciato che non aveva mai corso prima. Piastri si qualifica davanti a Norris solamente per la quarta volta in stagione. Per il britannico, terzo, è la quinta partenza nei primi tre in campionato. Leclerc, quarto, si qualifica davanti a Sainz Jr., sesto, quest'ultimo in pole position negli ultimi due precedenti appuntamenti, per la prima volta in quattro gare. Per lo spagnolo è la quinta partenza consecutiva nei primi sei. Pérez, quinto, presenta un distacco di 0"773 dal compagno di scuderia, ma ottiene solamente la terza partenza nei primi cinque nelle ultime undici gare. Per Hamilton la settima posizione è il peggior risultato in qualifica dal nono posto dell'edizione del 2012, mentre Russell è qualificato ottavo per il secondo anno di fila. Tsunoda, nono, è qualificato al Q3 per la prima volta dal Gran Premio di Monaco, dieci gare fa, l'attesa più lunga di qualsiasi pilota in griglia. Alonso, decimo, rimane l'unico pilota del campionato ad aver raggiunto la fase decisiva. Grazie all'undicesimo posto di Lawson, entrambe le AlphaTauri sono qualificate nei primi undici per la prima volta in campionato. Gasly non raggiunge il Q3 per la sesta gara di fila, mentre Ocon manca l'accesso alla fase finale per la settima volta nelle ultime otto gare. Albon è qualificato in tredicesima posizione, il quale è la piazza più alta per la Williams in qualifica dall'ottavo posto di Felipe Massa nell'edizione del 2017. Magnussen fa meglio del compagno di scuderia Hülkenberg in qualifica per la seconda gara consecutiva, ma è ancora in svantaggio 5-11 nel duello testa a testa nelle prove ufficiali. Il tedesco è eliminato in Q1 dopo essersi qualificato in Q3 nel precedente Gran Premio di Singapore. Egli viene eliminato nella prima fase solamente per la seconda volta in dieci apparizioni del Gran Premio del Giappone, la prima dall'edizione del 2018. Bottas viene eliminato in Q1 per la prima volta sul circuito di Suzuka, e per la terza volta nelle ultime quattro gare. Entrambe le Alfa Romeo sono eliminate nel primo segmento per la seconda gara di fila. Stroll è eliminato nella prima fase per la terza gara di fila, e per la seconda edizione consecutiva. Sargeant è protagonista di un incidente in qualifica per la seconda volta nelle ultime quattro gare. Verstappen, alla cinquantaquattresima prima fila, la dodicesima della stagione, ottiene la pole position dopo essere stato in testa alla lista dei tempi di tutte le sessioni fin qui disputate, tranne che per la Q2, dove il più rapido è risultato Leclerc. La Red Bull Racing non otteneva un numero così alto di pole position in un singolo campionato dalla stagione 2013. Tra l'autore della partenza al palo e il secondo classificato, Piastri, vi è un distacco di 0"581, il margine più alto sul circuito di Suzuka dall'edizione 2003 della gara quando il poleman Rubens Barrichello e il secondo Juan Pablo Montoya furono separati da 0"699. La prima fila occupata da Verstappen e Piastri è inedita per la storia del mondiale. L'australiano diventa il centocinquantasettesimo pilota differente a partire in prima fila. La McLaren non partiva così in alto dall'edizione del 2011 quando Jenson Button, poi vincitore della gara, si qualificò secondo, e Hamilton terzo.
Sono stati cancellati quattro tempi dai commissari sportivi ai piloti per non aver rispettato i limiti della pista, durante le qualifiche. Si sono visti cancellare il tempo Nico Hülkenberg (alla curva 2), Pierre Gasly (alla curva 2), Alexander Albon (alla curva 8) e Zhou Guanyu (alla curva 9).
I due piloti dell'Alfa Romeo, Zhou Guanyu e Valtteri Bottas, insieme a Charles Leclerc, non ricevono sanzioni da parte dei commissari sportivi, per non aver rispettato le istruzioni stabilite dalla direzione gara. I tre piloti hanno superato il tempo limite di un minuto e 54 secondi valevole tra la seconda linea della safety car e la prima di essa, durante la percorrenza del primo giro in Q1.

### Risultati
Nella sessione di qualifica si è avuta questa situazione:
| Pos                         | Nº | Pilota           | Costruttore                  | Q1          | Q2       | Q3       | Griglia |
| --------------------------- | -- | ---------------- | ---------------------------- | ----------- | -------- | -------- | ------- |
| 1                           | 1  | Max Verstappen   | Red Bull Racing-Honda RBPT   | 1'29"878    | 1'29"964 | 1'28"877 | 1       |
| 2                           | 81 | Oscar Piastri    | McLaren-Mercedes             | 1'30"439    | 1'30"122 | 1'29"458 | 2       |
| 3                           | 4  | Lando Norris     | McLaren-Mercedes             | 1'30"063    | 1'30"296 | 1'29"493 | 3       |
| 4                           | 16 | Charles Leclerc  | Ferrari                      | 1'30"393    | 1'29"940 | 1'29"542 | 4       |
| 5                           | 11 | Sergio Pérez     | Red Bull Racing-Honda RBPT   | 1'30"652    | 1'29"965 | 1'29"650 | 5       |
| 6                           | 55 | Carlos Sainz Jr. | Ferrari                      | 1'30"651    | 1'30"067 | 1'29"850 | 6       |
| 7                           | 44 | Lewis Hamilton   | Mercedes                     | 1'30"811    | 1'30"040 | 1'29"908 | 7       |
| 8                           | 63 | George Russell   | Mercedes                     | 1'30"811    | 1'30"268 | 1'30"219 | 8       |
| 9                           | 22 | Yuki Tsunoda     | AlphaTauri-Honda RBPT        | 1'30"733    | 1'30"204 | 1'30"303 | 9       |
| 10                          | 14 | Fernando Alonso  | Aston Martin Aramco-Mercedes | 1'30"971    | 1'30"465 | 1'30"560 | 10      |
| 11                          | 40 | Liam Lawson      | AlphaTauri-Honda RBPT        | 1'30"425    | 1'30"508 | N.D.     | 11      |
| 12                          | 10 | Pierre Gasly     | Alpine-Renault               | 1'30"843    | 1'30"509 | N.D.     | 12      |
| 13                          | 23 | Alexander Albon  | Williams-Mercedes            | 1'30"941    | 1'30"537 | N.D.     | 13      |
| 14                          | 31 | Esteban Ocon     | Alpine-Renault               | 1'30"960    | 1'30"586 | N.D.     | 14      |
| 15                          | 20 | Kevin Magnussen  | Haas-Ferrari                 | 1'30"976    | 1'30"665 | N.D.     | 15      |
| 16                          | 77 | Valtteri Bottas  | Alfa Romeo-Ferrari           | 1'31"049    | N.D.     | N.D.     | 16      |
| 17                          | 18 | Lance Stroll     | Aston Martin Aramco-Mercedes | 1'31"181    | N.D.     | N.D.     | 17      |
| 18                          | 27 | Nico Hülkenberg  | Haas-Ferrari                 | 1'31"299    | N.D.     | N.D.     | 18      |
| 19                          | 24 | Zhou Guanyu      | Alfa Romeo-Ferrari           | 1'31"398    | N.D.     | N.D.     | 19      |
| Tempo limite 107%: 1'36"169 |    |                  |                              |             |          |          |         |
| NQ                          | 22 | Logan Sargeant   | Williams-Mercedes            | senza tempo | N.D.     | N.D.     | PL      |

In grassetto sono indicate le migliori prestazioni in Q1, Q2 e Q3.

## Gara

### Resoconto
A causa dell'incidente in qualifica, il telaio della vettura di Logan Sargeant è stato danneggiato irreparabilmente. Per questo motivo ne viene assemblato uno nuovo prima della gara, comprendente della cellula di sopravvivenza. Secondo l'articolo 27.2 del regolamento sportivo, esso viene considerato come una terza vettura a disposizione del pilota. Sargeant viene convocato dai commissari sportivi. Sulla vettura viene anche installata la quarta scatola del cambio e la quarta trasmissione, insieme alle modifiche al set up sotto il regime di parco chiuso. Sargeant è costretto a partire dalla pit lane e viene penalizzato di dieci secondi per l'utilizzo del nuovo telaio.
Verstappen resiste al via agli attacchi delle McLaren, restando al comando. Più dietro Pérez danneggia il musetto in un contatto con Hamilton mentre, nelle retrovie, c'è un incidente tra Alexander Albon e Valtteri Bottas; la necessità di pulire la pista dai detriti consiglia la direzione di gara a imporre la safety car. La gara vede Verstappen al comando, davanti a Norris, Piastri, Leclerc, Sainz Jr. e Alonso. Pérez è costretto a passare ai box, per cambiare il musetto; il messicano rientra in pista nelle retrovie. Subisce poi una penalità di cinque secondi per aver superato Alonso sotto il regime di vettura di sicurezza, prima di rientrare ai box.
Alla ripresa della gara nella sua valenza agonistica Alonso, su gomme soft, cerca di attaccare Sainz Jr., mentre George Russell passa Hamilton all'ultima chicane, con l'ex campione del mondo capace, comunque, di riprendere la posizione, nel giro seguente. Al settimo giro Bottas ha un nuovo incidente, questa volta con Logan Sargeant. Il pilota dell'Alfa Romeo è costretto, poco dopo, nuovamente ai box, ma, poco dopo il rientro in pista, deve abbandonare la gara. Al dodicesimo giro Fernando Alonso effettua la sua prima sosta, e passa alle gomme hard. Il giro dopo Pérez è nuovamente protagonista di un incidente, questa volta con Magnussen, al tornante: il messicano è costretto al ritiro, dopo essere rientrato ai box. Piastri si ferma per montare gomme dure, al quattordicesimo passaggio, mentre, poco dopo, si riavviva il duello tra Hamilton e Russell. Verstappen si ferma per la sosta, al diciassettesimo giro, ma resta con gomme medie. Si fermano anche Norris, Leclerc e Sainz Jr.. Il monegasco ripassa in pista Alonso, mentre Verstappen, che si trova davanti Russell, che non ha cambiato gomme, lo passa agevolmente e, complici le soste degli altri piloti, ritorna al comando. Alle loro spalle ci sono Piastri, Norris, Leclerc e Sainz Jr.. Al ventiduesimo giro Lewis Hamilton prende la settima posizione ad Alonso, passandolo alla curva 130R.
Russell attende il venticinquesimo giro per fermarsi: rientra in gara alle spalle del compagno di scuderia Hamilton. Un paio di giri dopo Oscar Piastri lascia la posizione a Norris, più veloce. Dopo 29 giri Verstappen ha un vantaggio di 14 secondi su Norris, 16"5 su Piastri, 20"5 su Leclerc e 22"5 su Sainz Jr.. Al trentacinquesimo giro si fermano, per la seconda volta, sia Leclerc che Hamilton. La McLaren richiama i suoi piloti, per difendersi dalla mossa della Ferrari. Verstappen sceglie il trentottesimo passaggio per montare gomme medie. Norris, che si era trovato alle spalle di Russell, lo passa facilmente. Sainz Jr. torna ai box solo al trentanovesimo giro, perdendo la posizione su Hamilton. La graduatoria vede sempre in testa Verstappen, seguito da Norris, Russell, Piastri, Leclerc, Hamilton e Sainz Jr.. Nel frattempo la Red Bull Racing rimanda in pista Sergio Pérez, per fargli scontare la seconda penalità, comminatagli per il contatto con Magnussen. Al quarantaduesimo giro Oscar Piastri passa Russell; tre giri dopo, alla seconda curva, all'esterno, anche Charles Leclerc ha la meglio sul pilota britannico. Su di lui piombano sia Hamilton che Sainz Jr.. La scuderia tedesca fa passare Hamilton, per difenderlo dall'attacco del ferrarista. Sainz Jr. è, comunque, capace, al cinquantesimo giro, di prendere la posizione a Russell, pur se aiutato dal DRS del compagno di team. Lo spagnolo si mette all'inseguimento di Hamilton, ma senza successo.
Max Verstappen vince il quarantottesimo Gran Premio in carriera, la tredicesima gara in stagione, la prima vittoria da quella ottenuta nel Gran Premio d'Italia, nonché il secondo successo consecutivo nel Gran Premio del Giappone, bissando il trionfo dell'edizione del 2022. Per la Red Bull Racing è la quindicesima vittoria in stagione, la prima da quella ottenuta nella gara italiana proprio con Verstappen, la centosettesima della propria storia e la sesta complessiva nella gara giapponese, eguagliando le vittorie della McLaren in questo appuntamento, e la seconda consecutiva sul circuito di Suzuka dopo il successo grazie a Verstappen nel 2022. Norris termina secondo per la quarta volta nelle ultime sette gare, mentre Leclerc quarto per la terza gara di fila. Hamilton conquista la quinta posizione, finendo sempre tra i primi cinque ogni volta che ha raggiunto la bandiera a scacchi sul circuito giapponese. Il britannico è ora a soli trentatré punti da Pérez per la lotta del secondo posto in classifica piloti, senza che la Red Bull Racing non è mai riuscita a presentare due piloti appannaggio delle prime due posizioni in graduatoria finale. Con Ocon nono e Gasly decimo l'Alpine termina a punti in questo appuntamento per il secondo anno di fila. Per il francese è stato solamente il secondo arrivo a punti a Suzuka in cinque apparizioni, dopo il settimo posto nell'edizione del 2019. Lawson ottiene l'undicesima piazza, terminando in questa posizione o facendo anche meglio negli ultimi tre consecutivi Gran Premi. Il compagno di scuderia Tsunoda termina dodicesimo dopo non aver completato un giro nelle ultime due gare. Con Hülkenberg quattordicesimo e Magnussen quindicesimo entrambe le Haas sono le ultime due vetture classificate per la seconda volta nelle ultime tre gare, dopo il Gran Premio d'Italia. Per Max Verstappen è il nono hat trick (pole position, giro veloce e vittoria), dopo il Gran Premio di Gran Bretagna, in carriera in Formula 1. Il campione del mondo, al novantaduesimo podio in carriera, vince la gara per la nona volta in stagione partendo dalla pole position, eguagliando il record stagionale di Nigel Mansell nel 1992 e di Sebastian Vettel nel 2011. È stata la tredicesima volta che l'olandese vince partendo dalla partenza al palo, battendo il precedente record di Michael Schumacher, nonché il tredicesimo successo in stagione, eguagliando la seconda striscia della storia del mondiale per il maggior numero di gare vinte in un singolo campionato appannaggio proprio del tedesco, nel 2004, e di Vettel, nel 2013, a due lunghezze dal proprio record della stagione precedente. Per il leader del campionato è stata la ventottesima vittoria fin dall'inizio del 2022. Il numero delle sue vittorie tra il 2022 e questa stagione sarebbe al nono posto nella lista dei successi di tutti i tempi. È stata la trentacinquesima gara portata al traguardo per l'olandese, la seconda striscia nella storia della Formula 1 dietro solo a Hamilton, con quarantotto gare. Verstappen, che non aveva mai condotto un giro sul circuito di Suzuka in condizioni di asciutto, è risultato come il pilota più rapido per tutto l'arco del weekend, salvo per la Q2, dove il più veloce è stato Leclerc. Il giro più veloce in gara dell'olandese è più veloce di 1"064 di quello di qualsiasi altro pilota. La Red Bull Racing conquista per la sesta volta nella propria storia il mondiale costruttori, il secondo consecutivo, a una lunghezza dai titoli conquistati dalla Lotus. Il team di Milton Keynes diventa il primo costruttore nella storia della Formula 1 a vincere il titolo con sei gare d'anticipo, battendo il primato precedente detenuto in coabitazione dalla McLaren, nel 1988, e dalla Ferrari, nel 2004, con cinque gare d'anticipo. Il titolo viene vinto con i motori ribattezzati Honda RBPT, sulla stessa pista proprietaria della casa giapponese. Norris ottiene il decimo podio in carriera, senza aver ancora ottenuto una vittoria. Solo altri quattro piloti hanno ottenuto lo stesso numero di podi, senza riuscire a vincere; Nick Heidfeld, Stefan Johansson, Chris Amon e Romain Grosjean. Piastri è il duecentosedicesimo pilota differente nella storia del mondiale che conquista il podio in gara, dopo essere stato conquistato durante la Sprint del Gran Premio del Belgio, l'undicesimo pilota diverso in stagione a figurare nei primi tre. Egli è il primo australiano presente nei primi tre classificati da Daniel Ricciardo nel Gran Premio d'Italia 2021, sempre con la McLaren, unendosi ai connazionali Jack Brabham, Tim Schenken, Alan Jones e Mark Webber come quelli saliti a podio della stessa nazionalità. Piastri è il primo debuttante a ottenere il podio nel suo primo anno nella massima categoria da Stroll nel Gran Premio d'Azerbaigian 2017 con la Williams, su un circuito che non aveva mai corso prima. Piastri è il quinto pilota a conquistare il primo podio sul circuito giapponese dopo Roberto Moreno e Aguri Suzuki, entrambi nel 1990, Mika Häkkinen, nel 1993, e Kamui Kobayashi, 2012. Solo Häkkinen è riuscito a conquistare altri cinque podi, ma vincendo i suoi due titoli mondiali nel 1998 e nel 1999. Entrambe le McLaren terminano a podio solamente per la seconda volta dalla fine del 2014, dopo la doppietta nel Gran Premio d'Italia 2021 con Ricciardo primo e Norris secondo. Norris scavalca Russell per la settima posizione in classifica piloti, la sua posizione più alta in graduatoria della stagione, mentre Piastri balza dall'undicesimo al nono posto, sopra Stroll e Gasly. Per la Williams è il primo doppio ritiro dal Gran Premio di Singapore 2022. Con il ritiro di Pérez, la Red Bull Racing pone fine al record di aver presentato entrambe le vetture al traguardo in tutte le gare del campionato. Il Gran Premio del Giappone consegna il titolo costruttori per la nona volta. La Red Bull Racing diventa il sesto costruttore differente a conquistare il titolo in questo appuntamento, dopo la McLaren, che vinse il titolo costruttori per due volte, nel 1990 e nel 1998, seguita dalla Benetton nel 1995, dalla Williams nel 1997, e dalla Ferrari e dalla Mercedes, anch'esse per due volte; nel 1999 e 2003 per la scuderia di Maranello, e nel 2016 e 2019 per la scuderia tedesca. Per la prima volta dall'edizione del 2018, la gara viene completata nella distanza prevista. È stato il Gran Premio con il maggior numero di ritiri in stagione, con cinque. Verstappen può laurearsi campione del mondo piloti, per la terza volta consecutiva, durante la Sprint del successivo Gran Premio del Qatar, il quale diventerebbe il primo pilota nella storia della categoria a ottenere il titolo iridato durante la gara veloce, e per la settima volta nella storia della Formula 1 un titolo si assegnerebbe prima della domenica. L'olandese vincerebbe il titolo in un altro stato asiatico, dopo gli Emirati Arabi Uniti nel 2021 e il Giappone l'anno precedente, diventando uno degli undici piloti nella storia ad aver vinto almeno tre titoli iridati e uno dei cinque piloti nella storia ad aver vinto tre titoli consecutivi dopo Juan Manuel Fangio, Schumacher, Vettel e Hamilton. Vincendo il titolo nella Sprint e non la domenica, Verstappen può eguagliare il record di Schumacher che nel 2002 conquistò il titolo con sei Gran Premi d'anticipo.
Sono stati cancellati quindici tempi dai commissari sportivi ai piloti per non aver rispettato i limiti della pista, durante la gara. Si sono visti cancellare il tempo tre volte Lewis Hamilton (una volta alla curva 9 e due volte alla curva 14) e George Russell (una volta alla curva 13 e due volte alla curva 14), due volte Oscar Piastri (una volta alla curva 14 e una volta alla curva 9), una volta Sergio Pérez (alla curva 14), Fernando Alonso (alla curva 9), Kevin Magnussen (alla curva 9), Alexander Albon (alla curva 14), Lando Norris (alla curva 2), Charles Leclerc (alla curva 2) e Yuki Tsunoda (alla curva 14).

### Risultati
I risultati del Gran Premio sono i seguenti:
| Pos | Nº | Pilota           | Costruttore                  | Giri | Tempo/Ritiro        | Griglia | Punti |
| --- | -- | ---------------- | ---------------------------- | ---- | ------------------- | ------- | ----- |
| 1   | 1  | Max Verstappen   | Red Bull Racing-Honda RBPT   | 53   | 1h30'58"421         | 1       | 26    |
| 2   | 4  | Lando Norris     | McLaren-Mercedes             | 53   | +19"387             | 3       | 18    |
| 3   | 81 | Oscar Piastri    | McLaren-Mercedes             | 53   | +36"494             | 2       | 15    |
| 4   | 16 | Charles Leclerc  | Ferrari                      | 53   | +43"998             | 4       | 12    |
| 5   | 44 | Lewis Hamilton   | Mercedes                     | 53   | +49"376             | 7       | 10    |
| 6   | 55 | Carlos Sainz Jr. | Ferrari                      | 53   | +50"221             | 6       | 8     |
| 7   | 63 | George Russell   | Mercedes                     | 53   | +57"659             | 8       | 6     |
| 8   | 14 | Fernando Alonso  | Aston Martin Aramco-Mercedes | 53   | +1'14"725           | 10      | 4     |
| 9   | 31 | Esteban Ocon     | Alpine-Renault               | 53   | +1'19"678           | 14      | 2     |
| 10  | 10 | Pierre Gasly     | Alpine-Renault               | 53   | +1'23"155           | 12      | 1     |
| 11  | 40 | Liam Lawson      | AlphaTauri-Honda RBPT        | 52   | +1 giro             | 11      |       |
| 12  | 22 | Yuki Tsunoda     | AlphaTauri-Honda RBPT        | 52   | +1 giro             | 9       |       |
| 13  | 24 | Zhou Guanyu      | Alfa Romeo-Ferrari           | 52   | +1 giro             | 19      |       |
| 14  | 27 | Nico Hülkenberg  | Haas-Ferrari                 | 52   | +1 giro             | 18      |       |
| 15  | 20 | Kevin Magnussen  | Haas-Ferrari                 | 52   | +1 giro             | 15      |       |
| Rit | 23 | Alexander Albon  | Williams-Mercedes            | 26   | Danni da incidente  | 13      |       |
| Rit | 2  | Logan Sargeant   | Williams-Mercedes            | 22   | Danni da incidente  | PL      |       |
| Rit | 18 | Lance Stroll     | Aston Martin Aramco-Mercedes | 20   | Alettone posteriore | 17      |       |
| Rit | 11 | Sergio Pérez     | Red Bull Racing-Honda RBPT   | 15   | Danni da incidente  | 5       |       |
| Rit | 77 | Valtteri Bottas  | Alfa Romeo-Ferrari           | 7    | Danni da incidente  | 16      |       |

Max Verstappen riceve un punto addizionale per aver segnato il giro più veloce della gara.

## Classifiche mondiali

### Piloti
| Pos | Pilota           | Punti |
| --- | ---------------- | ----- |
| 1   | Max Verstappen   | 400   |
| 2   | Sergio Pérez     | 223   |
| 3   | Lewis Hamilton   | 190   |
| 4   | Fernando Alonso  | 174   |
| 5   | Carlos Sainz Jr. | 150   |
| 6   | Charles Leclerc  | 135   |
| 7   | Lando Norris     | 115   |
| 8   | George Russell   | 115   |
| 9   | Oscar Piastri    | 57    |
| 10  | Lance Stroll     | 47    |
| 11  | Pierre Gasly     | 46    |
| 12  | Esteban Ocon     | 38    |
| 13  | Alexander Albon  | 21    |
| 14  | Nico Hülkenberg  | 9     |
| 15  | Valtteri Bottas  | 6     |
| 16  | Zhou Guanyu      | 4     |
| 17  | Yuki Tsunoda     | 3     |
| 18  | Kevin Magnussen  | 3     |
| 19  | Liam Lawson      | 2     |

### Costruttori
| Pos | Costruttore                  | Punti |
| --- | ---------------------------- | ----- |
| 1   | Red Bull Racing-Honda RBPT   | 623   |
| 2   | Mercedes                     | 305   |
| 3   | Ferrari                      | 285   |
| 4   | Aston Martin Aramco-Mercedes | 221   |
| 5   | McLaren-Mercedes             | 172   |
| 6   | Alpine-Renault               | 84    |
| 7   | Williams-Mercedes            | 21    |
| 8   | Haas-Ferrari                 | 12    |
| 9   | Alfa Romeo-Ferrari           | 10    |
| 10  | AlphaTauri-Honda RBPT        | 5     |